# Chopardiana duberneti
Chopardiana duberneti là một loài bướm đêm trong họ Noctuidae.